# Koumac
Koumac es una comuna situada en la Provincia Norte, en Nueva Caledonia, un territorio de ultramar de Francia en el océano Pacífico.

## Historia
El 5 de enero de 1977, alrededor del 46 % del territorio de Koumac se separó y se convirtió en la comuna de Poum.
En el territorio comunal se encontraba la mina de Tiebaghi, que fue la mayor mina de cromo en el mundo desde 1902 hasta 1964.

## Clima
| Parámetros climáticos promedio de Koumac (1981–2010) | Parámetros climáticos promedio de Koumac (1981–2010) | Parámetros climáticos promedio de Koumac (1981–2010) | Parámetros climáticos promedio de Koumac (1981–2010) | Parámetros climáticos promedio de Koumac (1981–2010) | Parámetros climáticos promedio de Koumac (1981–2010) | Parámetros climáticos promedio de Koumac (1981–2010) | Parámetros climáticos promedio de Koumac (1981–2010) | Parámetros climáticos promedio de Koumac (1981–2010) | Parámetros climáticos promedio de Koumac (1981–2010) | Parámetros climáticos promedio de Koumac (1981–2010) | Parámetros climáticos promedio de Koumac (1981–2010) | Parámetros climáticos promedio de Koumac (1981–2010) | Parámetros climáticos promedio de Koumac (1981–2010) |
| Mes                                                  | Ene.                                                 | Feb.                                                 | Mar.                                                 | Abr.                                                 | May.                                                 | Jun.                                                 | Jul.                                                 | Ago.                                                 | Sep.                                                 | Oct.                                                 | Nov.                                                 | Dic.                                                 | Anual                                                |
| ---------------------------------------------------- | ---------------------------------------------------- | ---------------------------------------------------- | ---------------------------------------------------- | ---------------------------------------------------- | ---------------------------------------------------- | ---------------------------------------------------- | ---------------------------------------------------- | ---------------------------------------------------- | ---------------------------------------------------- | ---------------------------------------------------- | ---------------------------------------------------- | ---------------------------------------------------- | ---------------------------------------------------- |
| Temp. máx. abs. (°C)                                 | 34.9                                                 | 36.0                                                 | 35.1                                                 | 33.8                                                 | 32.2                                                 | 32.2                                                 | 30.8                                                 | 30.7                                                 | 31.5                                                 | 33.5                                                 | 34.6                                                 | 35.8                                                 | 36.0                                                 |
| Temp. máx. media (°C)                                | 30.2                                                 | 30.3                                                 | 29.5                                                 | 28.5                                                 | 26.9                                                 | 25.4                                                 | 24.4                                                 | 24.5                                                 | 25.8                                                 | 27.2                                                 | 28.4                                                 | 29.5                                                 | 27.6                                                 |
| Temp. media (°C)                                     | 26.6                                                 | 26.8                                                 | 26.2                                                 | 24.9                                                 | 23.1                                                 | 21.7                                                 | 20.4                                                 | 20.5                                                 | 21.5                                                 | 22.9                                                 | 24.4                                                 | 25.7                                                 | 23.7                                                 |
| Temp. mín. media (°C)                                | 23.0                                                 | 23.3                                                 | 22.8                                                 | 21.3                                                 | 19.3                                                 | 18.0                                                 | 16.5                                                 | 16.5                                                 | 17.2                                                 | 18.7                                                 | 20.4                                                 | 21.8                                                 | 19.9                                                 |
| Temp. mín. abs. (°C)                                 | 15.8                                                 | 16.9                                                 | 15.1                                                 | 14.3                                                 | 11.5                                                 | 8.7                                                  | 8.2                                                  | 8.5                                                  | 9.3                                                  | 11.3                                                 | 14.5                                                 | 14.2                                                 | 8.2                                                  |
| Precipitación total (mm)                             | 157.7                                                | 145.2                                                | 161.9                                                | 80.7                                                 | 79.6                                                 | 77.2                                                 | 45.3                                                 | 39.7                                                 | 27.8                                                 | 23.3                                                 | 48.6                                                 | 97.8                                                 | 984.8                                                |
| Días de precipitaciones (≥ 1 mm)                     | 9.6                                                  | 11.0                                                 | 9.7                                                  | 6.3                                                  | 5.1                                                  | 5.2                                                  | 4.2                                                  | 3.6                                                  | 2.4                                                  | 2.7                                                  | 4.4                                                  | 6.1                                                  | 70.3                                                 |
| Horas de sol                                         | 235.3                                                | 198.9                                                | 201.2                                                | 206.9                                                | 192.3                                                | 185.0                                                | 206.8                                                | 224.7                                                | 239.5                                                | 261.8                                                | 250.9                                                | 256.4                                                | 2659.7                                               |
| Fuente: Météo-France                                 |                                                      |                                                      |                                                      |                                                      |                                                      |                                                      |                                                      |                                                      |                                                      |                                                      |                                                      |                                                      |                                                      |